# Phà Mỹ Thuận

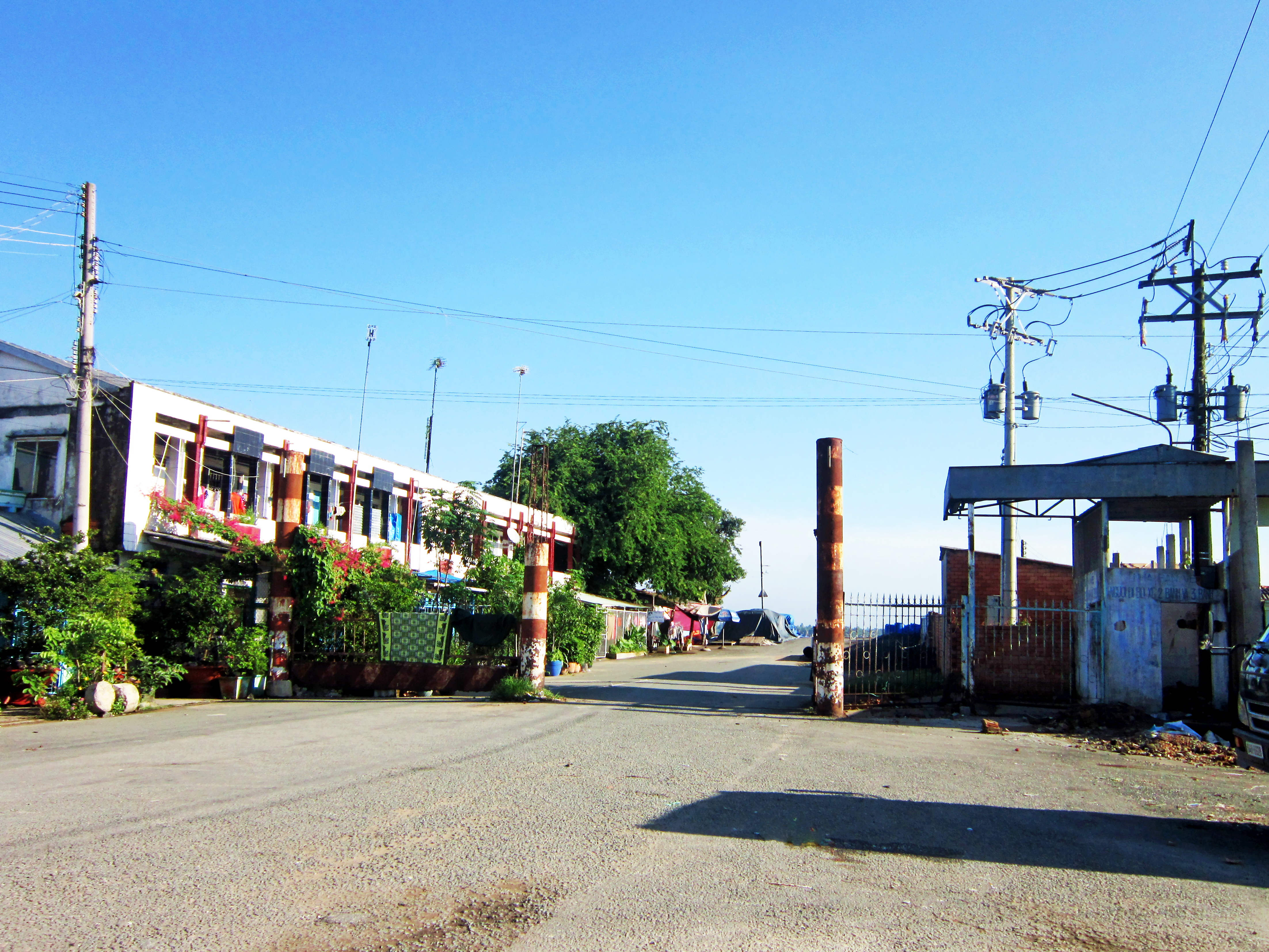
Dấu tích còn sót lại bên bờ Vĩnh Long của bến phà Mỹ Thuận

Phà Mỹ Thuận là một tuyến phà trước đây nằm trên Quốc lộ 1, nối liền 2 tỉnh Tiền Giang và Vĩnh Long, với 2 bờ bắc và nam cách nhau khoảng 1 km. Từ năm 2000, tuyến phà này đã ngưng hoạt động khi cầu Mỹ Thuận được đưa vào sử dụng.
Trước khi người Pháp đến Việt Nam đã có bến đò tại làng Mỹ Thuận (huyện Kiến Đăng, tỉnh Định Tường; nay thuộc xã Hòa Hưng, huyện Cái Bè, tỉnh Tiền Giang). Bến phà được xây dựng vào khoảng năm 1910 khi có xe hơi chạy đường bộ. Bờ nam của phà nay thuộc khóm Mỹ Thuận, phường Tân Hội, thành phố Vĩnh Long, và cách trung tâm thành phố này 9 km về hướng tây.
Phà Mỹ Thuận từng đóng vai trò quan trọng trong giao thông vận tải đường bộ ở miền Tây Nam bộ.